# Ioanis Nuguet
Ioanis Nuguet est un réalisateur et scénariste français, né à Sainte-Colombe en 1983.

## Filmographie
- 2010 : Exposés à disparaître (court métrage)[1]
- 2015 : Spartacus et Cassandra

## Distinctions

### 2015
- Festival Premiers Plans d'Angers, catégorie « Longs métrages français » pour Spartacus & Cassandra